# Vincenzo Gatto
Vincenzo Gatto (ur. 1 maja 1922 w Mesynie, zm. 11 października 2005) – włoski polityk i urzędnik, członek Izby Deputowanych i senator, poseł do Parlamentu Europejskiego I kadencji.

## Życiorys
Zdobył wykształcenie średnie, z zawodu urzędnik. Wstąpił do Włoskiej Partii Socjalistycznej, od 1964 do 1972 przejściowo należał do rozłamowej Partii Socjalistycznej Jedności Proletariatu (PSIUP), po czym powrócił do PSI. Należał do rady miejskiej w Messynie, był inicjatorem powołania parlamentarnej komisji antymafijnej. W latach 1958–1972 i 1976–1979 zasiadał w Izbie Deputowanych III, IV, V i VII kadencji, natomiast od 1972 do 1976 był senatorem. W 1979 wybrano go posłem do Parlamentu Europejskiego. Przystąpił do frakcji socjalistycznej.